# Ponická vrchovina
Ponická vrchovina je geomorfologický podcelek Zvolenské kotliny. Nejvyšší vrchol území je 812 m n. m. vysoká Granátka.

## Vymezení
Podcelek leží na východě střední části Zvolenské kotliny a obklopují ho jen její podcelky. Na severu navazuje Bystrická vrchovina, západním a jižním směrem krajina přechází do Zvolenské pahorkatiny. Na východě Povraznícka brázda odděluje Ponickou vrchovinu od Poľany. 

## Chráněná území
Na území podcelku leží národní přírodní rezervace Ponická dúbrava a přírodní rezervace Čačínska cerina. 